# Francesco Saverio de Zelada

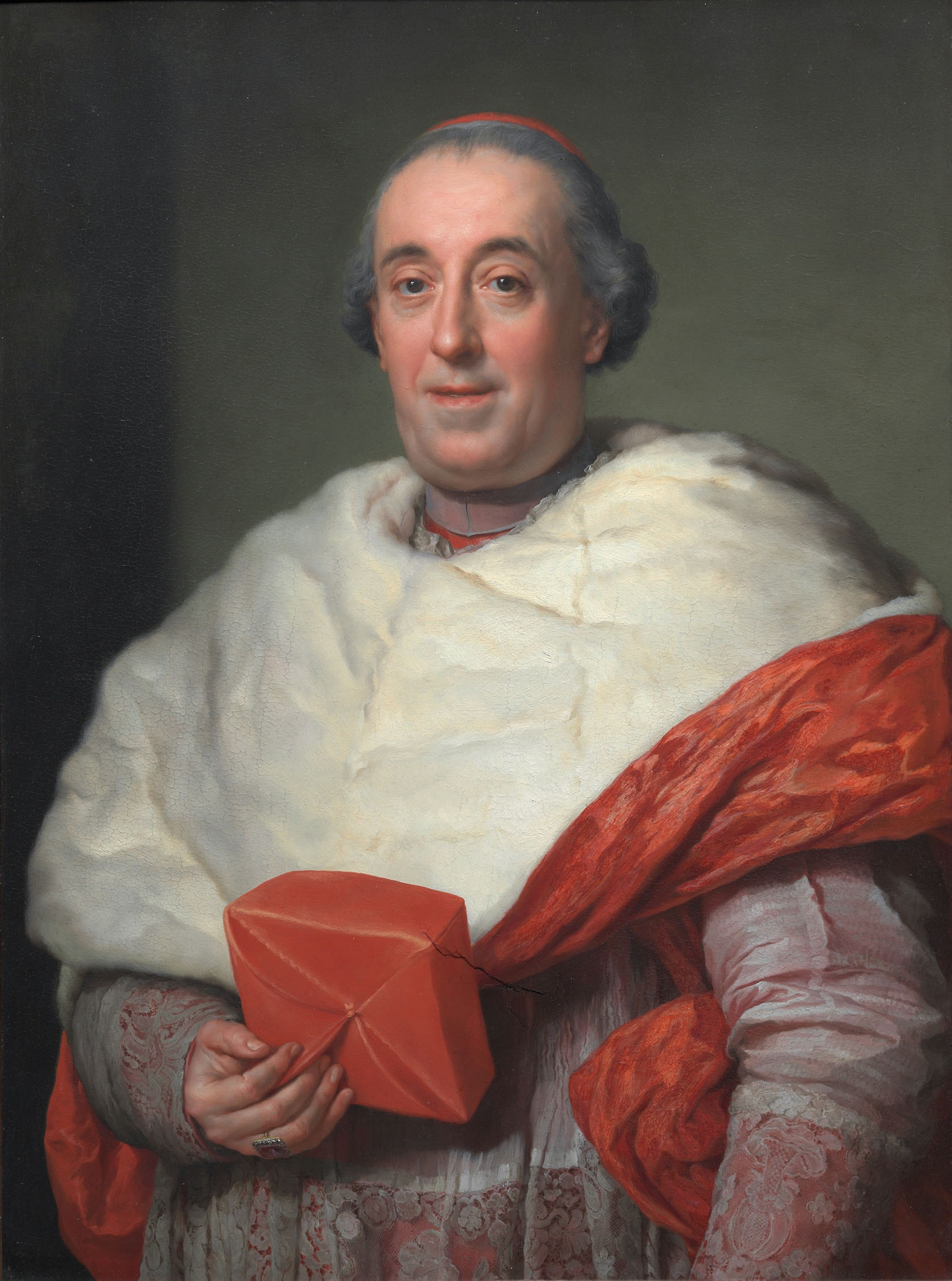
Francesco Kardinal de Zelada (Porträt von Anton Raphael Mengs, 1773, Art Institute of Chicago)

Francesco Saverio de Zelada (* 27. August 1717 in Rom; † 19. Dezember 1801 ebenda) war ein Kardinal der römisch-katholischen Kirche und Kardinalstaatssekretär.

## Leben
Geboren wurde er als Kind einer spanischen Familie, die ihn für eine Karriere als Bürokrat und Diplomat der päpstlichen Kurie bestimmte. Mit diesem Ziel studierte er beide Rechte an der Universität La Sapienza. Die Priesterweihe empfing er am 23. Oktober 1740. Seine Karriere an der römischen Kurie begann er 1742 als Referent an der Apostolischen Signatur. Im März 1760 wurde er Auditor der Römischen Rota. Am 23. Dezember 1766 wurde er zum Titularerzbischof von Petra ernannt. Die Bischofsweihe spendete ihm am 28. Dezember 1766 in der Kapelle des Quirinalspalastes Papst Clemens XIII. persönlich, Mitkonsekratoren waren die Kurienerzbischöfe Scipione Borghese und Ignazio Reali.
Im Konsistorium vom 19. April 1773 wurde er von Papst Clemens XIV. zum Kardinal kreiert. Es folgte kurz darauf die Ernennung zum Kardinalpriester von San Martino ai Monti. 1793 übernahm er die Titelkirche Santa Prassede. Er war der wichtigste Verhandlungsführer des Heiligen Stuhls seiner Zeit und Verfasser der Bulle Dominus ac Redemptor vom 21. Juli 1773, die das Verbot der Gesellschaft Jesu aussprach.
Seine Karriere gipfelte in der Ernennung durch Papst Pius VI. zum Kardinalstaatssekretär (1789–1796). Nach Pius’ Tod nahm Zelada am Konklave 1799–1800 teil, das Pius VII. wählte. Als Bibliothekar der Heiligen Römischen Kirche (15. Dezember 1779 bis zu seinem Tod) war Kardinal Zelada ein großer Sammler von Büchern, sowie von Münzen und Medaillen und anderen Kunstwerken.
Er wurde in seiner ehemaligen römischen Titelkirche San Martino ai Monti beigesetzt.